# Thomas Allier
Thomas Allier (ur. 24 marca 1975 w Fontenay-aux-Roses) – francuski kolarz BMX, trzykrotny medalista mistrzostw świata.

## Kariera
Pierwszy sukces w karierze Thomas Allier osiągnął w 1998 roku, kiedy zdobył złoty w kategorii elite podczas mistrzostw świata w Melbourne. W zawodach tych wyprzedził bezpośrednio dwóch Amerykanina Andy'ego Contesa oraz Brytyjczyka Dylana Claytona. Tytułu tego nie obronił na rozgrywanych rok później mistrzostwach w Vallet, ale za to zajął drugie miejsce w konkurencji cruiser, wyprzedził go tylko jego rodak Christophe Lévêque. Ostatni medal wywalczył w 2000 roku, podczas mistrzostw świata w Córdobie, gdzie ponownie zwyciężył w wyścigu elite. Blisko podium był także na mistrzostwach świata w Paryżu w 2005 roku, gdzie zajął czwarte miejsce. W walce o brązowy medal lepszy okazał się Robert De Wilde z Holandii. W 2008 roku Allier wziął udział w igrzyskach olimpijskich w Pekinie, jednak nie wszedł do finału.